# Джанібеков Володимир Олександрович
Володимир Олександрович Джанібеков (13 травня 1942 с. Іскандер Бостанликського району Південно-Казахстанської області Казахської РСР) — льотчик-космонавт СРСР, генерал-майор авіації (1985), командир екіпажів космічних кораблів типу «Союз», «Союз-Т» і орбітальних станцій «Салют-6» і «Салют-7». Сумарна тривалість польотів у космос — 145 діб 15 годин 58 хвилин 35 секунд. Сумарна тривалість 2 виходів у відкритий космос — 8 годин 34 хвилини.
Народився 13 травня 1942 року в селі Іскандер Бостанликського району Південно-Казахстанської області Казахської РСР. Уроджений Крисін, після першого одруження взяв прізвище дружини.

## Освітаі наукові знання
У 1949—1953 рр. навчався в різних школах у Ташкенті. У 1953—1958 рр. навчався в Ташкентському Суворовському училищі Прикордонних військ Міністерства держбезпеки (ПВ МДБ) СРСР. Після розформування училища під час хрущовського скорочення армії повернувся в середню школу. У 1960 р. закінчив середню школу. У 1960 р. вступав до Єйського вищого військового авіаційного училища льотчиків (ВВАУЛ), але не пройшов за конкурсом. Вступив до астрофізичного відділу фізичного факультету Ленінградського державного університету. Відучившись один курс, у 1961 році вступив до Єйського ВВАУЛ. У 1965 році закінчив із відзнакою Єйське ВВАУЛ, факультет «Бойове застосування та експлуатація літаків», і отримав диплом із відзнакою за спеціальністю «льотчик-інженер». У рамках загальнокосмічної підготовки в 1970—1971 рр. навчався за програмою 3-го курсу Московського авіаційного інституту.

## Військова служба
З 4 грудня служив льотчиком-інструктором (пізніше старшим льотчиком-інструктором) у Єйському ВВАУЛ. Літав на літаку СУ-7. Після відставки із загону космонавтів перейшов на службу в Центр підготовки космонавтів (ЦПК).

## Космонавтика

### Служба в загоні космонавтів
По завершенні загальнокосмічної підготовки 15 червня 1972 р. призначений космонавтом 1-го відділу 1-го управління. 30 квітня 1974 призначений космонавтом 3-го відділу (програма ЕПАС) 1-го управління. З 30 березня 1976 року — командир групи міжнародних космічних програм. 30 січня 1979 призначений командиром групи авіаційно-космічних систем (програма «Буран»). З 19 листопада 1983 року заступник командира загону космонавтів ЦПК.

### Космічна підготовка
У липні-грудні 1972 р. проходив підготовку у складі групи космонавтів за програмою «Спіраль».
З грудня 1972 р. до травня 1973 р. проходив підготовку в групі космонавтів за радянсько-американською програмою.
З травня 1973 р. до листопада 1974 р. проходив підготовку в радянсько-американській програмі у ролі командира 3-го (резервного) екіпажа для першого випробувального польоту, разом із Борисом Андрєєвим. У липні 1973 року проходив підготовку разом з американськими астронавтами в Космічному центрі ім. Ліндона Джонсона.
З грудня 1974 р. до червня 1975 р. проходив підготовку як командир 4-го екіпажа космічного корабля «Союз-19» разом із Борисом Андрєєвим.
З вересня 1975 р. до 20 вересня 1977 р. проходив підготовку як командир першої експедиції відвідування ДОР «Салют-6», разом із Петром Колодіним. У ході підготовки відпрацьовував дії у відкритому космосі. У вересні екіпаж було переформовано. У жовтні-грудні 1977 року проходив підготовку до польоту за тією ж програмою разом з Олегом Макаровим.

### Перший політ
З 10 по 16 січня 1978 р. в ролі командира 1-ї експедиції відвідин на орбітальній станції «Салют-6» разом з Олегом Макаровим. Стартував на «Союз-27», посадка на «Союз-26».
Позивний: «Памір-1».
Тривалість польоту склала 5 діб 22 години 58 хвилин 58 секунд.
З 20 листопада 1978 р. 18 травня 1979 р. проходив підготовку в ролі командира 2-го (дублюючого) радянсько-угорського екіпажа експедиції відвідин ДОР «Салют-6», разом із Белою Мад'ярі (Угорщина). Політ було відкладено через аварію коригуючої гальмівної рухової установки на космічному кораблі «Союз-33», через що з 3 вересня 1979 до 12 травня 1980 р. проходив підготовку в режимі підтримки тренованості.
Під час старту транспортного корабля «Союз-36» 26 травня 1980 року був дублером командира корабля.
З 1 жовтня 1980 р. до 6 березня 1981 р. готувався як командир основного радянсько-монгольського екіпажа відвідин ДОР «Салют-6» разом із Жугдердемідійном Гуррагчею (Монголія).

### Другий політ
Політ здійснено з 22 по 30 березня 1981 р. в ролі командира радянсько-монгольського екіпажа на космічному кораблі «Союз-39» за програмою 10-ї експедиції відвідин на орбітальну станцію «Салют-6» разом із Жугдердемідійном Гуррагчею (Монголія).
Позивний: «Памір-1».
Тривалість польоту — 7 діб 20 годин 42 хвилини 58 секунд.
З 1 червня 1981 р. до січня 1982 р. проходив підготовку як командир резервного екіпажа за програмою 1-ї основної експедиції на ОС «Салют-7» разом з Олександром Александровим.
10 січня 1982 р. замінив відстороненого через хворобу Юрія Малишева і продовжив підготовку як командир основного екіпажа за радянсько-французькою програмою разом з Олександром Іванченковим і Жан-Лу Кретьєном.

### Третій політ
Політ здійснив з 24 червня до 2 липня 1982 р. як командир екіпажа космічного корабля «Союз Т-6» за радянсько-французькою програмою PVH експедиції відвідин на орбітальну станцію «Салют-7» разом з О. Іванченковим и Ж.-Л. Кретьєном.
Тривалість польоту становила 7 діб 21 годину 50 хвилин 52 секунди.
З квітня до жовтня 1983 р. готувався як командир 3-го (резервного) екіпажа за програмою 3-ї основної експедиції на орбітальну станцію «Салют-7» разом із Мусою Манаровим.
З 26 грудня 1983 р. до 4 липня 1984 р. проходив підготовку як командир основного екіпажа за програмою експедиції відвідин орбітальної станції «Салют-7» разом зі Світланою Савицькою та Ігорем Волком.

### Четвертий політ
З 17 до 29 липня 1984 р. як командир екіпажа КК «Союз Т-12» за програмою експедиції відвідин на орбітальну станцію «Салют-7» разом зі Світланою Савицькою та Ігорем Волком.
Позивний: «Памір-1».
Під час польоту виконав один вихід у відкритий космос: 25 липня 1984 — тривалістю 3 години 34 хвилини.
Тривалість польоту — 11 діб 19 годин 14 хвилин 36 секунд.
З 18 березня до 22 травня 1985 року проходив підготовку як командир основного екіпажа за програмою порятунку ДОР «Салют-7» та першого етапу 4-ї основної експедиції, разом із Віктором Савіних.

### П'ятий політ
З 6 червня до 26 вересня 1985 року як командир екіпажа космічного корабля «Союз T-13» за програмою порятунку орбітальної станції «Салют-7», разом із Віктором Савіних. Уперше виконано стикування з некерованою непрацездатною станцією. Екіпаж відновив працездатність станції.
Здійснив посадку разом із Георгієм Гречком. Віктор Савіних продовжив роботу на станції.
Позивний: «Памір-1».
Під час польоту виконав один вихід у відкритий космос: 02.08.1985 — тривалістю 5 годин 00 хвилин.
Тривалість польоту — 112 діб 3:00 12 хвилин 06 секунд.
Відрахований із загону космонавтів 24 липня 1986 у зв'язку з призначенням заступником начальника 1-го управління ЦПК.

## Нагороди
- Герой Радянського Союзу
- Льотчик-космонавт СРСР (1978)
- Герой МНР (1981)
- Золота Зірка (медаль)
- Орден Леніна  5 разів (1978, 1981, 1982, 1984, 1985)
- Орден Червоної Зірки (1976)
- Орден «За службу Батьківщині у Збройних Силах СРСР» ІІІ ступеня
- Орден Дружби (1996)

### Нагороди інших країн
Командор ордена Почесного легіону (Франція, 1982), нагороджений медаллю «Золота Зірка» Героя МНР та орденом Сухе-Батора (МНР, 1981), орденом Державного Прапора Угорської Народної Республіки (1980), та двома медалями МНР.

### Інше
На честь космонавта названо астероїд 3170 Джанібеков.